# 榔榆
榔榆（学名：Ulmus parvifolia）为榆科榆属的植物，又稱為榆櫸。

## 形态
落叶或半落葉乔木，高可达25米；树皮或成不规则鳞片状脱落；小枝细；窄椭圆形的叶子互生，单锯齿，羽状脉；秋季开花；椭圆状卵形翅果可藥用及食用，馴化後的矮小植株可供作為盆景。

## 分布
分布在台湾、朝鲜、日本以及中国大陆的湖南、河南、福建、河北、贵州、广西、山东、四川、江西、江苏、安徽、浙江、湖北、陕西等地，生长于海拔500米至800米的地区，见于平原、丘陵和山坡谷地。

## 别名
小叶榆（河北习见树木图说） 秋榆、掉皮榆（河南） 豺皮榆（山东） 挠皮榆、构树榆（江苏） 红鸡油（台湾）

## 品種
- Ulmus parvifolia "Taiwan" - 台灣榔榆
- Ulmus parvifolia "Hokkaido" - 北海道榔榆